# L'Araignée (série télévisée d'animation)
Pour les articles homonymes, voir Araignée (homonymie) et Spider-Man (homonymie).
Spider-Man
L'Araignée (Spider-Man) est une série télévisée d'animation américaine en 52 épisodes de 25 minutes, créée d'après la bande dessinée du même nom et diffusée entre le 9 septembre 1967 et le 14 juin 1970 sur le réseau ABC.
La série a été doublée au Québec et diffusée à partir du 10 septembre 1968 sur le réseau TVA, et rediffusée désormais sous le titre L'Homme-Araignée à l'automne 1979 sur certaines station locales de Radio-Canada, à l'automne 1987 sur TVJQ, au printemps 1989 sur Canal Famille ainsi que Vrak dès l'automne 2001. En France, elle a été diffusée pour la première fois le 26 février 1977 sur TF1 dans l'émission Restez donc avec nous, puis rediffusée à partir du 29 juin 1981 sur TF1 dans Croque-Vacances.

## Genèse
Le personnage de l'Araignée est créé en 1962 par Stan Lee au scénario et Jack Kirby au dessin bien que Steve Ditko ait dessiné les premières aventures du tisseur. La première saison du dessin animé reprend les personnages de méchants présents dans la BD (le Docteur Octopus, le Bouffon Vert) mais des nouveaux ennemis de l'Araignée sont inventés pour la série, tels que Parafino, le Docteur Magnéto ou le Docteur Pétrolum. Les saisons suivantes comporteront uniquement des « méchants » inédits dans la bande dessinée. La plupart du temps, à de très rares exceptions près, lorsque ce n'est pas le cas, les méchants du comic book, quand ils reviennent dans la saison 3, n'apparaîtront que dans des épisodes montages… Par exemple, l’épisode Les reptiles de Connors est en fait un remontage de l’épisode 2 de la saison 1 Dans le domaine des caïmans avec quelques coupures et de nouveaux dialogues pour faire croire à un nouvel épisode inédit.

## Synopsis
Peter Parker, jeune photographe, est mordu par une araignée radioactive. Il s'aperçoit qu'il a des dons hors du commun comme ceux d'adhérer aux murs et de pressentir le danger. Il décide de mettre ses pouvoirs au service de la justice en combattant le crime sous le masque de Spider-Man. Monsieur Jameson, le patron irascible du Daily Bugle, journal où travaille le jeune Parker, n'a de cesse de découvrir la véritable identité de Spider-Man.

## Fiche technique
- Titre original : Spider-Man
- Titre français : L'Araignée
- Réalisateur : Ralph Bakshi, Grant Simmons, Clyde Geronimi, Sid Marcus, Ray Patterson, Cosmo Anzilotti, Gray Morrow
- Scénaristes : Lin Carter, Stan Lee, Larry Lieber[réf. nécessaire]
- Dessinateur :
- Production : Steve Krantz, Ralph Bakshi, Robert L. Lawrence, Ray Patterson
- Sociétés de production : Krantz Films, Inc., Grantray-Lawrence Animation
- Musique : Bob Harris (en), Paul Francis Webster
  - Générique original : paroles de Paul Francis Webster ; compositeur : Bob Harris (en) ; interprètes : 12 membres des 2 groupes Billy Van Singers et Laurie Bower Singers
  - 1er générique en français : Jacques Labelle, interprète québécois
  - 2e générique français : interprété par Noam en 1979
- Pays d'origine : États-Unis
- Langue : anglais
- Nombre d'épisodes : 77 (3 saisons)
- Durée : 25 minutes
- Dates de première diffusion :  États-Unis : 9 septembre 1967 ;  France : 26 février 1977
- Vidéo : Toujours pas sortie en DVD en France

## Distribution

### Voix originales
- Bernard Cowan : Peter Parker/Spider-Man (1967-1968)
- Paul Soles : Peter Parker/Spider-Man (1968-1969)
- Paul Kligman : Johnathan Jameson
- Peg Dixon : Betty Brandt
- Peg Dixon : Mary Jane Watson
- Vern Chapman : Docteur Octopus
- Ed McNamera : Rhino
- Carl Banas : Scorpion
- Len Carlson : Le lutin vert

### Voix québécoises
- Ronald France : Peter Parker/Spider-Man (1re voix)
- Daniel Roussel : Peter Parker/Spider-Man (2e voix)
- Guy Hoffmann : Johnathan Jameson
- Monique Miller : Betty Brant
- Yolande Roy : Tante May
- François Cartier : Docteur Octopus ; Scorpion ; le lutin vert
- Henri Bergeron : le narrateur (1re saison) ; Rhinocéros ; divers rôles
- Marcel Cabay : le narrateur ; divers rôles

Doublage réalisé au studio Cinélume.
 Source et légende : version québécoise (VQ) sur Doublage.qc.ca

## Épisodes
Certains épisodes de 25 minutes contiennent deux histoires.

### Première saison (1967-1968)
1. Le Pouvoir du Docteur Octopus / L’Araignée au-dessous de zéro (The Power of Dr Octopus / Sub-Zero for Spidey)
2. Dans le domaine des caïmans / Électro, l’étincelle humaine (Where Crawls the Lizard / Electro the Human Lightning Bolt)
3. La Menace de Mysterio (The Menace of Mysterio)
4. Le Défi du vautour / Capturé par Jonathan Jameson (The Sky Is Falling / Captured by J. Jonah Jameson)
5. Ne marchez jamais sur un scorpion / Les Sables du crime (Never Step on a Scorpion / Sands of Crime)
6. Diète destructive / L’Heure de l'enchantement (Diet of Destruction / The Witching Hour)
7. Electro s’enfuit / La Menace Parafino (Kilowatt Kaper / The Peril of Parafino)
8. La Corne du rhinocéros (Horn of the Rhino)
9. L’Idole avec un seul œil / Le Fantôme de la 5e avenue (The One-Eyed Idol / Fifth Avenue Phantom)
10. La Revanche du docteur Magnéto / Le Sinistre Premier Ministre (The Revenge of Dr Magneto / The Sinister Prime Minister)
11. La Nuit des vilains / Voici des problèmes (The Night of the Villains / Here Comes Trubble)
12. L’Araignée rencontre le docteur Personne / Le Fakir fantastique (Spider-Man Meets Dr Noah Boddy / The Fantastic Fakir)
13. Le Retour du Hollandais volant / Représentation d’adieu (Return of The Flying Dutchman / Farewell Performance)
14. Le Rhinocéros en or / Les Plans secrets (The Golden Rhino / Blueprint for Crime)
15. La Mouche et l’Araignée / Le Glissant Docteur Pétrolum (The Spider and the Fly / The Slippery Dr Von Schlick)
16. Le Vautour s’y plie / Les Ombres de la terreur (The Vulture's Prey / The Dark Terrors)
17. Le Triomphe du terrible docteur Octopus / Le Magicien malicieux (The Terrible Triumph of Dr Octopus / Magic Malice)
18. La Fontaine de la terreur / Le Violoniste fou (Fountain of Terror / Fiddler on the Loose)
19. Pour avoir l’Araignée / Double Identité (To Catch a Spider / Double Identity)
20. Le Scorpion s'évade / Les Imposteurs (Sting of the Scorpion / Trick or Treachery)

### Deuxième saison (1968-1969)
1. L’Origine de l’Araignée (The Origin of Spider-Man)
2. Le Roi épinglé (King Pinned)
3. Bougeotte Ville (Swing City)
4. Criminels dans les nuages (Criminals in the Clouds)
5. La Menace du fond de la Terre (Menace from the Bottom of the World)
6. La Poussière du diamant (Diamond Dust)
7. L’Araignée contre les hommes-taupes (Spider-Man Battles the Molemen)
8. Le Fantôme des profondeurs du temps (Phantom from the Depths of Time)
9. Le Sorcier diabolique (The Evil Sorcerer)
10. La Créature grimpante (Vine)
11. Pardo présente (Pardo Presents)
12. La Ville en or sur les nuages (Cloud City of Gold)
13. Neptune, la capsule spatiale (Neptune's Nose Cone)
14. À la maison (Home)
15. Blotto attaque la ville (Blotto)
16. Le Fracas du tonnerre (Thunder Rumble)
17. Le Casque astral (Spider-Man Meets Skyboy)
18. L’Araignée au frais (Cold Storage)
19. Enfermer une araignée (To Cage a Spider)

### Troisième saison (1969-1970)
1. La Chose ailée / Les Reptiles de Connors (The Winged Thing / Connor's Reptiles)
2. Le Bonhomme de neige / L’Araignée contre Desperado (Trouble with Snow / Spider-Man Vs. Desparado)
3. Maître du ciel / Lavage de cerceau (Sky Harbor / The Big Brainwasher)
4. Le Professeur Prétoresse / L’Invisible Docteur (Scourge of the Scarf / The Vanishing Dr Vespasian)
5. Les Bijoux / La Naissance du micro-homme (Super Swami / The Birth of Micro Man)
6. Le Chevalier / Le Diabolique Docteur Dumpty (Knight Must Fall / The Devious Dr Dumpty)
7. Venu de nulle part (Up From Nowhere)
8. Les Rayons maléfiques (Rollarama)
9. Rhino / La Folie de Mysterio (Rhino / The Madness of Mysterio)
10. L’Araignée et les extraterrestres (Revolt in the Fifth Dimension)
11. Les Esclaves (Specialists and Slaves)
12. De retour vers la Terre (Down to Earth)
13. Voyage vers le futur (Trip to Tomorrow)

### Les génériques français
Deux génériques ont été produits en français :
- le 1er générique de 1968 est interprété par Jacques Labelle, chanteur québécois (compositeurs : Hank Gotzenberg, Bob Harris et Ray Ellis)
- le 2e générique de 1979 est interprété par Noam (arrangement : Shuki Levy ; paroles : Michel Jourdan)

## Autour de la série
Cette série a été produite à très bas coût (surtout après la 2e saison, à la suite de la faillite de l’un de ses créateurs). Ces économies sont clairement visibles dans le dessin animé (stocks shots utilisés à profusion, épisodes précédents remontés pour en créer un inédit). Cependant, le générique très réussi, la qualité du doublage québécois et l'atmosphère particulière qui se dégage du dessin animé, ont fait de L'Araignée un succès en France.
Le Spider-man des années 60 a donné naissance à une prolifération de mèmes Internet dès les années 2000, la plupart du temps en image macro avec une capture d'écran de la série et un texte rajouté.
- Une scène de l'épisode 19 de la saison 1 à une diffusion mainstream du mème. La scène montre Spider-Man pointant une autre personne imitant Spider-man[3].
  - Il a été référencé dans la scène post-générique du film Spider-Man: Into the Spider-Verse. Spider-Man 2099 arrive dans la dimension Terre-67 et rencontre le Spider-Man des années 1960. Leur rencontre tourne à la dispute et les deux se montrent respectivement du doigt, parodiant la scène originale[4],[5].
  - Spider-Man: No Way Home y fait référence (aussi bien dans le film que dans ses campagne de promotion)[6],[7].
  - Il a été référencé dans la scène de Spider-Man: Across the Spider-Verse. Les différents Spider-Man se montrent du doigt, confus par l'ordre donné par Miguel[8] "d'arrêter Spider-Man".

La saison 3 connaît beaucoup de remontages d’épisodes dans un souci d’économie.
Mary Jane Watson n'apparaît que dans un seul épisode, le sixième de la saison 3, Lavage de cerveau, dans lequel elle est revisitée sous la forme de la nièce du capitaine George Stacy afin de pallier l’absence de la fille de ce dernier, Gwen Stacy.
Les origines de certains méchants du comic book sont modifiées, éludées ou le personnage possède une personnalité entièrement différente de celle du comics.
Par exemple : le Dr Connors devient bien le Lézard mais non pas dans l'espoir de faire repousser son bras grâce à un sérum, puisqu'il a bien ses deux bras dans le dessin animé. Mais après des recherches effectuées sur des reptiles pour contrer la fièvre des marais, il a essayé le sérum sur lui-même. Les origines d'Électro et son identité sont éludées. Le Bouffon Vert (appelé Lutin Vert ici) n'est plus obsédé par l'idée de devenir le maître de la pègre de New York comme dans le comic book mais par des objets relatifs au fantastique (esprits, fantômes, magie et sorcelleries) et nous ne connaissons pas son identité. D'autres ont des origines quasi identiques à leur contrepartie comic comme Mysterio (appelé Joël et non Quentin Beck dans la VF et supposément cascadeur contrairement à la VO).
Pour certaines raisons la version du Vautour présente dans la série n'est pas Adrian Toomes mais Blackie Drago, le second Vautour (temporaire avant le retour de Toomes dans le comics) qui était le seul Vautour en exercice pendant la diffusion.
La fille dont Peter (Pierre dans la saison 1 de la VF) Parker est amoureux est Betty Brant, la secrétaire de J. Jonah Jameson du journal Daily Bugle où Peter travaille, comme c'était le cas avant l'arrivée de Gwen dans la vie du Tisseur dans la BD.
Les seuls épisodes de la saison 2 à être des adaptations du comic ou offrir un méchant du comic book sont les deux premiers (le premier montre les origines de spider-man tandis que le second montre son premier combat contre le Caïd et son embauche au Daily Bugle) et le dernier (qui est une adaptation d'un épisode du comic où George Stacy apparaît… soit les épisodes : L'Origine de l'Araignée, Le roi épinglé et Enfermer une Araignée.
Les seuls épisodes de la saison 3 qui ne sont pas des remontages des aventures de la saison 1 avec des méchants de la BD ou des épisodes n'ayant que des méchants propres à la série sont : Lavage de cerveau (ou apparaissent le Caïd pour la seconde et dernière fois, Mary Jane Watson et une version différente de George Stacy, méconnaissable par rapport à la seconde saison) et La folie de Mystério dans lequel Mystério revient une 3e et dernière fois mais lui aussi sous un aspect méconnaissable…
Excepté ces cinq épisodes, perclus de défauts inhérents aux dernières saisons (animation limitée, répétitions de stock shots à gogo, aventures inédites avec des méchants complètement inconnus au bataillon ou des créatures grotesques qu'on n'a jamais vues dans la bande dessinée), seule la première saison est relativement fidèle aux comics.
Le groupe de punk rock américain Ramones fait une reprise du générique dans leur album Mondo Bizarro sorti en 1992.

## Produits dérivés (France)

### Disques 45 tours
- Spiderman, L'araignée : Générique chanté par Noam[9] - Label : CBS - HS Records ; Référence : 8039 ; Année : 1979